# 田悦
田悅（8世纪?—784年），平州盧龍（今河北省盧龍縣）人。
生年没有记载。魏博節度使田承嗣之侄，父早亡，深得承嗣喜愛。大歷四年（778年），叔叔田承嗣逝世，遺命他為魏博節度使。
建中二年（781年）淄青節度使李正己病死，其子李納自領軍政，與田悅合謀同叛唐朝，田悅自稱魏王。后被朝廷封为济阳郡王，德宗興元元年（784年）受孔巢父宣慰，率魏博军归朝，魏博军因得以复为官军而大喜。田悦又对孔巢父表示自己善骑射，只要为朝廷所用，可以打败一切敌人。孔巢父说“公不早归国，就是大贼。”田悦说：“能做大贼，就能做功臣。”孔巢父说：“国家正有事，正等您平息。”田悦起身谢罪。但数日后的三月初一，田悦即為從弟魏博兵馬使田緒所殺，母马氏、妻高氏及诸子一并遇害。